# 奥斯卡·菲格拉
奥斯卡·菲格拉（西班牙語：Óscar Figuera；1954年10月6日—），委内瑞拉政治家、工会活动家，现任委内瑞拉共产党总书记、委内瑞拉全国代表大会议员，曾任拉美议会议员。他出生于图库皮塔。